# Linval Laird
Linval Laird (* 23. Juni 1969) ist ein ehemaliger jamaikanischer Sprinter, der sich auf den 400-Meter-Lauf spezialisiert hatte.

## Sportkarriere
Bei den Commonwealth Games 1994 in Victoria gewann er in der 4-mal-400-Meter-Staffel Silber.
1997 folgte eine weitere Staffel-Silbermedaille bei den Hallenweltmeisterschaften in Paris. Bei den Zentralamerika- und Karibikmeisterschaften holte er Silber im Einzelbewerb, und bei den Leichtathletik-Weltmeisterschaften in Athen trug er mit einem Vorlaufeinsatz dazu bei, dass die jamaikanische 4-mal-400-Meter-Stafette Silber gewann. Kurz danach errang er Bronze bei der Universiade in Catania.

## Bestzeiten
- 400 m: 45,49 s, 26. Juni 1997, San Juan
  - Halle: 46,61 s, 29. Januar 1994, Boston